# 궁쇄연성
《궁쇄연성》(중국어 간체자: 宫锁连城, 정체자: 宮鎖連城, 병음: Gōng suǒ lián chéng 궁쒀롄청[*], 영어: The Palace: the Lost Daughter 더 팰리스 더 로스트 도터[*])은 중국의 텔레비전 드라마이다.

## 등장 인물
- 위안산산(袁姍姍) : 송연성(宋連城) / 퉁육수(佟毓秀) 역
- 루이(陆毅) : 부찰 복륭안((富察 福隆安) 역
- 가오윈샹(高云翔) : 강일징(江逸塵) 역
- 다이자오첸(戴娇倩) : 화석화가공주(和碩和嘉公主) 역
- 양룽(杨蓉) : 퉁육수(佟毓秀) / 송연성(宋連城) 역